# Trace Cyrus

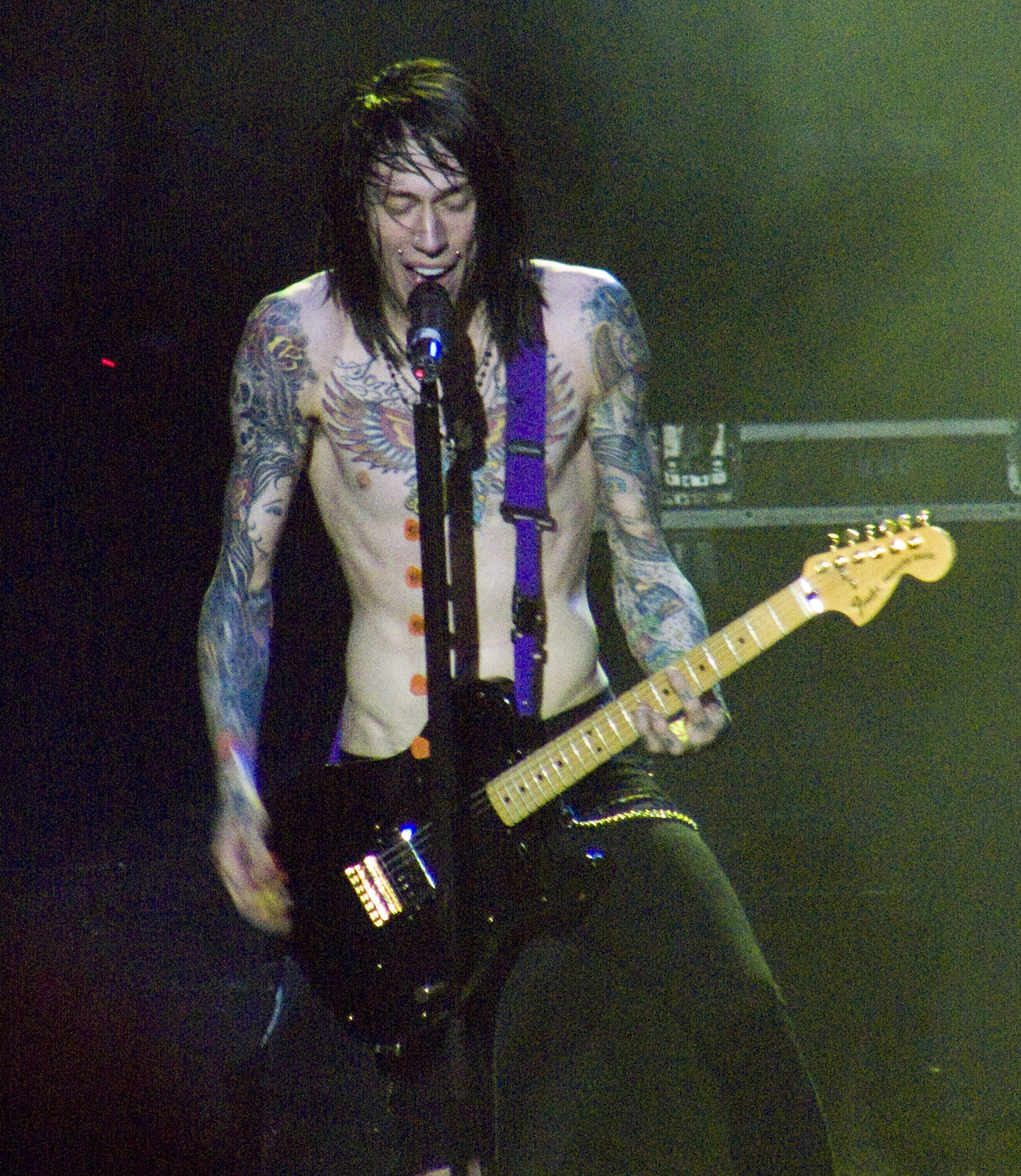
Trace Cyrus

Trace Dempsey Cyrus (* 24. Februar 1989 in Ashland, Kentucky) ist ein US-amerikanischer Musiker. Er ist Gitarrist, Songschreiber und Sänger in der Band Metro Station und der Adoptivsohn von Billy Ray Cyrus.

## Leben
Trace Cyrus wurde 1989 in Ashland als Sohn von Leticia Tish Cyrus und Baxter Neal Helson geboren, und später von Billy Ray Cyrus adoptiert. Er ist der Bruder von Brandi Cyrus und der Halbbruder von Miley Cyrus, Braison Cyrus und Noah Cyrus. 
Cyrus verbrachte die Sommer in seiner Jugendzeit mit seinem Adoptivvater auf Tourneen. Er arbeitete in einem Einkaufszentrum in Burbank, bevor er die La Cañada High School beendete. Er ist Besitzer eines Bekleidungsunternehmens.
In einem Interview mit MTV sprach er 2008 darüber, mit Miley Cyrus Songs aufzunehmen: „Ich werde sogar auf einem der Tracks auf ihrem nächsten Album singen. Ich kann im Moment nicht viel darüber sagen, aber wir werden zusammenarbeiten.“ („Actually, I’m going to sing on one of the tracks on her next album. I can’t say much about it right now, but we will be collaborating.“)
Cyrus trägt Tätowierungen auf seinem gesamten Oberkörper inklusive des Halses. Er war bis zur Trennung im Juni 2012 mit Brenda Song verlobt.

## Ashland High
Zu Beginn des Jahres 2010 gründete Trace die Band Ashland High. Auf der Single French Kiss singt er und spielt Gitarre. Zuletzt veröffentlichte er Demos der Songs Break It Down und Pretty Girls.

## Diskographie
| Jahr | Titel                     | Album         |
| ---- | ------------------------- | ------------- |
| 2010 | Alive (mit Brother Clyde) | Brother Clyde |